# لی چون‌جائه
لی چون‌جه (کره‌ای: 이춘재؛ متولد ژانویه ۱۹۶۳) یک قاتل سریالی اهل کره جنوبی است که در سال ۱۹۹۴ به جرم قتل خواهرزن خود به حبس ابد محکوم شد و بعداً اعتراف کرد که ۱۴ نفر دیگر، از جمله ۹ نفر از قربانیان قتل‌های زنجیره‌ای هواسئونگ، را بین سالهای ۱۹۸۶ تا۱۹۹۱ به قتل رسانده‌است.
این قتل‌های سریالی بدنام‌ترین قتل‌ها در تاریخ مدرن کره جنوبی به حساب می‌آید. آن‌ها اغلب با قتل‌هایی که توسط زودیاک قاتل در ایالات متحده انجام شده‌است، مقایسه می‌شوند و الهام بخش فیلم خاطرات قتل در سال ۲۰۰۳ بوده‌اند. لی برای قتل خواهرزنش به حبس ابد و امکان عفو مشروط بعد از ۲۰ سال محکوم شد، اما علی‌رغم شواهد دی‌ان‌ای و اعترافات وی در سال ۲۰۱۹، او را نمی‌توان برای سایر قتل‌ها محاکمه کرد زیرا قانون محدودیت زمان این پرونده منقضی شده‌است.

## قتل‌های زنجیره‌ای هواسئونگ
قتل‌های زنجیره‌ای هواسئونگ (کره‌ای: 화성 연쇄 살인 사건) مجموعه‌ای از ده قتل و تجاوز است که بین ۱۵ سپتامبر ۱۹۸۶ تا ۳ آوریل ۱۹۹۱ در شهر هواسئونگ، گیونگی‌دو کشور کره جنوبی رخ داد. در هر پرونده، جسد زن یا دختری دست و پا بسته یافت می‌شد که مورد تجاوز نیز قرار گرفته‌است. این پرونده به مدت ۳۰ سال حل نشده باقی ماند، تا اینکه در سال ۲۰۱۹ لی چون‌جائه به قتل ۹ نفر از قربانیان قتل‌های هواسئونگ اعتراف کرد.
۱۰ زن، با ردهٔ سنی چهارده تا هفتاد و یک ساله، که با دهان بسته مورد تجاوز قرار گرفته و به طرز فجیعی در مدت زمان ۴ سال و هفت ماه در شهر روستایی هواسئونگ، گیونگگی به قتل رسیده بودند. بیشتر زن‌ها به وسیله لباس‌های خودشان مانند جوراب، جوراب شلواری یا لباس زیرشان خفه شده بودند.
طرح چهرهٔ مظنون بر اساس گفته‌های راننده اتوبوس و راهنمای اتوبوس از مردی که مدت کوتاهی پس از هفتمین قتل در تاریخ ۷ سپتامبر ۱۹۸۸ سوار اتوبوس شده بود، کشیده شد. مشخصات این مظنون، که توسط راننده اتوبوس توضیح داده شده بود، تا حد زیادی با دیگر قربانیانی که توسط مجرم مورد تجاوز جنسی قرار گرفته بودند، همسو بود. با توجه به اظهارات قربانیان، در زمان حادثه، مجرم مردی لاغراندام و در اواسط دهه ۲۰ سالگی بود که قدی بین ۱۶۵ تا ۱۷۰ سانتی‌متر، مدل موی کوتاه اسپرت داشت. در توصیف چهرهٔ او آمده بود که او جوانی بدون پلک دوتایی و دارای یک بینی تیز است. علاوه بر این، دستان وی بسیار نرم توصیف شده بود. علاوه بر این، پلیس اعلام کرد که مظنون دارای گروه خونی «B» است. اگرچه، در سال ۲۰۱۹، پلیس اعلام کرد که ممکن است گروه خونی قبلی اعلام شده برای مظنون اشتباه بوده باشد، زیرا گروه خونی مظنون اصلی، لی چون‌جائه، «O» است.
این پرونده به دلیل اینکه اولین سری قتل‌های قابل شناسایی با استفاده از شواهد و روان‌شناسی بود، در کره بدنام است. مأموران پلیس درگیر در این پرونده، مجموعاً دو میلیون ساعت کاری رسمی را برای حل آن اختصاص دادند. تعداد مظنونان نیز به تعداد عظیمی افزایش یافت و سرانجام با تعداد مجموعاً ۲۱٫۲۸۰ نفر به پایان رسید.
در سال ۲۰۰۴، یک زن دانشجو به قتل رسید، و شعلهٔ توجهٔ‌ها جدید را به قتل‌های سریالی هواسئونگ برافروخت. لازم است ذکر شود که این پرونده نیز هنوز حل‌نشده‌است. تا زمان لغو در ژوئیه سال ۲۰۱۵ توسط شورای ملی، قانون محدودیت مرور زمانی مجازات قتل در کره پانزده سال بود. محدودیت زمانی این پرونده در سال ۲۰۰۶ به سر رسید. با این حال، سوابق پلیس به دلیل اهمیت این پرونده همچنان حفظ شده‌بودند. با برداشته شدن قانون محدودیت، پرونده‌های مختومه دوباره باز شده‌است.

## اتهام سرقت
در تاریخ ۲۶ سپتامبر ۱۹۸۹، حدود ساعت ۰:۵۵ صبح، لی با سلاح و دستکش به خانه ای در گوانگجو، سوون، استان گیونگی وارد شد و وسایلش توسط صاحبخانه کشف شد. وی در اولین محاکمه در فوریه ۱۹۹۰ به دلیل اتهام سرقت و خشونت توسط دادگاه منطقه سوون به یک سال و شش ماه زندان محکوم شد. پس از اولین دادرسی، لی درخواست تجدیدنظر کرد و ادعا کرد که وی توسط یک جوان ناشناس مورد ضرب و شتم قرار گرفته و در حالی که تعقیب می‌شده وارد خانهٔ قربانی شده‌است. در دادگاه دوم و به دنبال درخواست تجدیدنظر لی، دادگاه حکم وی را به دو سال آزادی مشروط تغییر داد که در اواسط آوریل سال ۱۹۹۰ به پایان رسید.

## قتل خواهرزن و دستگیری
بعد از اینکه همسر لی در دسامبر سال ۱۹۹۳ او را ترک کرد، وی خواهرزن ۱۸ سالهٔ خود را به خانه دعوت کرد و سپس در ۱۳ ژانویه ۱۹۹۴ اقدام به تخدیر، تجاوز و قتل وی کرد. به گفتهٔ کارآگاهی که مسئول پرونده بود، لی نزد پدرزنش رفت و پیشنهاد کرد که به آنها در جستجوی خواهرزن خود کمک کند. هر دوی آنها نزد پلیس رفتند و ادعا کردند که احتمالاً فردی دختر را دزدیده‌است. لی چند روز بعد، در ۱۸ ژانویه، دستگیر شد. پس از بازجویی‌های مکرر، لی پرسیده بود: «مجازات تجاوز و قتل چند سال زندان است؟». لی با بیان اینکه وی به دلیل اجبار پلیس اظهارات دروغین داده‌است، هرگونه مسئولیت در این قتل را رد کرد و دادگاه نیز اعتراف او را باطل کرد. با این حال، لی در مه ۱۹۹۴ به اعدام محکوم شد و محکومیت وی در سپتامبر همان سال تأیید شد. دیوان عالی کره جنوبی پرونده را دوباره در سال ۱۹۹۵ مورد بررسی قرار داد و حکم لی به حکم حبس ابد با امکان آزادی مشروط بعد از ۲۰ سال، کاهش داد.

## شناسایی و اعتراف
در تاریخ ۱۸ سپتامبر ۲۰۱۹، پلیس اعلام کرد که لی به عنوان مظنون در قتل‌های زنجیره‌ای هواسئونگ شناخته شده‌است. دی‌ان‌ای یافت شده در لباس زیر یکی از قربانیان با وی مطابقت داشت و شواهد بعدی نیز وی را به چهار مورد از نه قتل حل نشده، پیوند داد. در زمان شناسایی، وی در حال گذراندن حکم حبس ابد خود در زندان بوسان به جرم تجاوز و قتل خواهرزنش بود. لی در ابتدا هرگونه دخالت در قتل‌های هواسئونگ را تکذیب کرد، اما در ۲ اکتبر سال ۲۰۱۹، پلیس اعلام کرد که لی به قتل ۱۴ نفر اعتراف کرده‌است؛ ۹ نفر از قربانیان ماجرای هواسئونگ و ۵ نفر دیگر. سه مورد از این قتل‌ها در هواسونگ اتفاق افتادند اما به این قاتل سریالی نسبت داده نشده بودند، و دو مورد دیگر نیز در چئونگ‌جو اتفاق افتاده‌اند. تا اکتبر سال ۲۰۱۹، جزئیات مربوط به این ۵ قربانی منتشر نشده‌است زیرا تحقیقات همچنان در جریان است. علاوه بر این قتل‌ها، او به بیش از ۳۰ مورد تجاوز و اقدام به تجاوز و همچنین قتل پارک سانگ‌هی، هشتمین قربانی هواسئونگ، اعتراف کرد. قتل پارک سانگ‌هی قبلاً توسط پلیس به عنوان یک «قتل مقلد» در نظر گرفته شده بود.

## همچنین بخوانید
- قتل‌های زنجیره‌ای هواسئونگ
- فهرست قاتلان زنجیره‌ای بر اساس تعداد قربانیان